# موريس فينلي
موريس فينلي (بالإنجليزية: Morris Finley)‏ مواليد 2 أغسطس 1981 في أوبيليكا، هو لاعب كرة سلة أمريكي بدأ مسيرته الاحترافية في سنة 2004. يبلغ طوله 5 قدم 11 بوصة (1.8 م). لعب مع عدة فرق في إسبانيا وألمانيا وإيطاليا.

## فرق لعب لها
- أولمبيا ميلانو
- فنربخشة لكرة السلة
- سان سباستيان غيبوثكوا بي سي

## روابط خارجية
- موريس فينلي على موقع الدوري الأوروبي لكرة السلة (الإنجليزية)
- موريس فينلي على موقع الدوري الإسباني لكرة السلة (الإسبانية)
- موريس فينلي على موقع كرة السلة الأوروبية.كوم (الإنجليزية)
- موريس فينلي على موقع DraftExpress.com (الإنجليزية)
- موريس فينلي على موقع كلية كرة السلة في سبورتس رفرنس.كوم (الإنجليزية)
- موريس فينلي على موقع ريلجم (الإنجليزية)
- موريس فينلي على موقع بروبوليرز (الإنجليزية)
- موريس فينلي على موقع سبورتس رفرنس (الإنجليزية)